# Хансен, Эрик (гребец)
Эрик Розендаль Хансен (дат. Erik Rosendahl Hansen; 15 ноября 1939, Раннерс, Дания — 30 сентября 2014) — датский байдарочник, чемпион и призёр Олимпийских игр в Риме (1960), призёр Олимпийских игр в Мехико (1968).

## Спортивная карьера
Датский каноист-спринтер, выступавший с конца 1950-х до начала 1970-х гг. Представлял гребной клуб Kajakklubben Pagaj.
Участник четырёх Олимпийских игр, начиная с Рима (1960) и заканчивая Мюнхеном (1972). На своих первых Играх в Риме (1960) добился наибольшего успеха, став чемпионом в заездах байдарок-одиночек на 1000 м и бронзовым призёром в эстафете 4×500 м. На летней Олимпиаде в Мехико (1968) был знаменосцем своей страны на церемонии открытия и стал бронзовым призёром в соревнованиях байдарочников-одиночек на 1000 м.
Был обладателем 12 медалей чемпионатов мира и Европы и 37 — национальных первенств Дании. Среди достижений на первенствах мира по гребле на байдарках и каноэ:
чемпион мира в Яйце, Югославия (1963) на дистанции 1000 м, байдарка-одиночка,
четырехкратный серебряный призёр: Яйце, Югославия (1963) и Берлин (1966) — одиночка еа 500 м, Берлин (1966) — 1000 м и Копенгаген (1970) — одиночка на 10000 м.